# Stiftelsen Marcus och Amalia Wallenbergs minnesfond
Stiftelsen Marcus och Amalia Wallenbergs Minnesfond tillkom genom en gåva från bankdirektör Jacob Wallenberg år 1960. Det ursprungliga donationsbeloppet var 442 000 kronor. Under 2018 har stiftelsen beviljat anslag om 103 miljoner kronor till olika program och projekt. Sedan grundandet har stiftelsen beviljat anslag om närmare 1,4 miljarder kronor, en betydande del till svensk forskning.
Stiftelsen beviljar företrädesvis anslag till forskningsprojekt av hög vetenskaplig potential och individuellt stöd till excellenta forskare inom humaniora och lärande. Projekt som omfattar nya forskningsområden och forskning av gränsöverskridande karaktär. Stiftelsen stödjer även barn- och ungdomsprojekt som drivs av etablerade icke vinstdrivande riksorganisationer, akademier, museer och lärosäten.

## WASP – HS
Våren 2019 lanserades WASP-HS, ett tioårigt forskningsprogram som ska undersöka de konsekvenser som uppstår till följd av det teknikskiftet som utvecklingen av AI och autonoma system innebär. Programmet är tvärvetenskapligt, humaniora och samhällsvetenskap kombineras med teknisk forskning. Marianne och Marcus Wallenbergs Stiftelse och Stiftelsen Marcus och Amalia Wallenbergs Minnesfond har tillsammans anslagit upp till 660 miljoner kronor på programmet. WASP-HS ska vara fristående från, men drivas i nära samarbete med WASP, Wallenberg AI, Autonomous Systems and Software Program. En satsning på tre miljarder kronor av Knut och Alice Wallenbergs Stiftelse på grundforskning inom autonoma system och AI.

## Wallenbergstiftelserna
Stiftelsen Marcus och Amalia Wallenbergs Minnesfond är den tredje största av de 16 allmännyttiga Stiftelser som grundats och vars kapital donerats av – eller bildats genom insamling till hedrande av – medlemmar i familjen Wallenberg. Stiftelserna går under samlingsnamnet Wallenbergstiftelserna och delar årligen ut cirka 2,2 miljarder kronor. 